# Listă de filme western din anii 1930
Aceasta este o listă de filme western din anii 1930.
| 1930                                             |                                        | |                                                       |                                                     |
| The Big Trail                                    | Raoul Walsh                            | John Wayne, Marguerite Churchill, El Brendel, Tully Marshall, Tyrone Power Sr.                                                                                | Statele Unite ale Americii                            | epic Western                                        |
| Billy the Kid                                    | King Vidor                             | Johnny Mack Brown, Wallace Beery, Kay Johnson | Statele Unite ale Americii                            | Western tradițional                                 |
| Hell's Heroes                                    | William Wyler                          | Charles Bickford, Raymond Hatton, Fred Kohler | Statele Unite ale Americii                            | Western tradițional                                 |
| O'Malley Rides Alone                             | J. P. McGowan                          | Bob Custer, Phyllis Bainbridge, Martin Cichy | Statele Unite ale Americii                            | Northern Western                                    |
| Men of the North                                 | Hal Roach                              | Gilbert Roland, Barbara Leonard, Arnold Korff | Statele Unite ale Americii                            | Northern Western                                    |
| Way Out West                                     | Fred Niblo                             | William Haines, Leila Hyams, Polly Moran, Ralph Bushman | Statele Unite ale Americii                            | B Western                                           |
| 1931                                             |                                        | |                                                       |                                                     |
| Cimarron                                         | Wesley Ruggles                         | Richard Dix, Irene Dunne, Estelle Taylor, Nance O'Neil | Statele Unite ale Americii                            | Western tradițional                                 |
| Fighting Caravans                                | Otto Brower, David Burton              | Gary Cooper, Lili Damita, Ernest Torrence, Tully Marshall | Statele Unite ale Americii                            | Western tradițional                                 |
| The Hard Hombre                                  | Otto Bower                             | Hoot Gibson, Lina Basquette, Mathilde Comont | Statele Unite ale Americii                            | Western tradițional                                 |
| Law of the Rio Grande                            | Bennett Ray Cohen, Forest Sheldon      | Nelson McDowell, Bob Custer, Edmund Cobb | Statele Unite ale Americii                            | Western tradițional                                 |
| Mounted Fury                                     | Stuart Paton                           | John Bowers, Blanche Mehaffey, Frank Rice | Statele Unite ale Americii                            | Northern Western                                    |
| The Nevada Buckaroo                              | John P. McCarthy                       | Bob Steele, Dorothy Dix, Ed Brady, George "Gabby" Hayes | Statele Unite ale Americii                            | Western tradițional                                 |
| Pueblo Terror                                    | Alan James                             | Jay Wilsey, Jack Harvey, Wanda Hawley Yakima Canutt | Statele Unite ale Americii                            | Western tradițional                                 |
| Range Feud                                       | D. Ross Lederman                       | Buck Jones, John Wayne, Susan Fleming, Edward LeSaint | Statele Unite ale Americii                            | Western tradițional                                 |
| Riders of the North                              | J. P. McGowan                          | Bob Custer, Blanche Mehaffey, Eddie Dunn | Statele Unite ale Americii                            | Northern Western                                    |
| 1932                                             |                                        | |                                                       |                                                     |
| The Big Stampede                                 | Tenny Wright                           | John Wayne, Noah Beery, Paul Hurst, Mae Madison | Statele Unite ale Americii                            | Western tradițional                                 |
| The Drifter                                      | William A. O'Connor                    | William Farnum, Noah Beery, Phyllis Barrington, Charles Sellon                                                                                                | Statele Unite ale Americii                            |                                                     |
| Hell Fire Austin                                 | Forrest Sheldon                        | Ken Maynard, Nat Pendleton, Alan Roscoe | Statele Unite ale Americii                            |                                                     |
| Hidden Gold                                      | Arthur Rosson                          | Tom Mix, Raymond Hatton | Statele Unite ale Americii                            | serial Western                                      |
| Hidden Valley                                    | Robert N. Bradbury                     | Bob Steele, Gertrude Messinger, Francis McDonald, Ray Hallor, John Elliott, Arthur Millett, V.L. Barnes, George "Gabby" Hayes, Joe De La Cruz, Dick Dickinson | Statele Unite ale Americii                            | singing cowboy Western                              |
| Honor of the Mounted                             | Harry L. Fraser                        | Tom Tyler, Stanley Blystone, Francis McDonald | Statele Unite ale Americii                            | Northern Western                                    |
| Law and Order                                    | Edward L. Cahn                         | Walter Huston, Harry Carey, Russell Hopton, Andy Devine | Statele Unite ale Americii                            | Western tradițional                                 |
| Mark of the Spur                                 | J.P. McGowan                           | Bob Custer, Lillian Rich, Franklyn Farnum | Statele Unite ale Americii                            | Western tradițional                                 |
| Mason of the Mounted                             | Harry L. Fraser                        | Bill Cody, LeRoy Mason, Andy Shuford | Statele Unite ale Americii                            | Northern Western                                    |
| McKenna of the Mounted                           | D. Ross Lederman                       | Buck Jones, Greta Granstedt, Walter McGrail | Statele Unite ale Americii                            | Northern Western                                    |
| Texas Tornado                                    | Oliver Drake                           | Lane Chandler, Doris Hill, Ben Corbett, Yakima Canutt | Statele Unite ale Americii                            | Western tradițional                                 |
| Two-Fisted Law                                   | D. Ross Lederman                       | Tim Holt, Walter Brennan, John Wayne | Statele Unite ale Americii                            | Western tradițional                                 |
| 1933                                             |                                        | |                                                       |                                                     |
| Lone Cowboy                                      | Paul Sloane                            | Jackie Cooper, Lila Lee, John Wray, Addison Richards | Statele Unite ale Americii                            | Western tradițional                                 |
| Phantom Thunderbolt                              | Alan James                             | Ken Maynard, Frances Lee, Frank Rice, William Gould | Statele Unite ale Americii                            | Western tradițional                                 |
| Riders of Destiny                                | Robert N. Bradbury                     | John Wayne, Cecilia Parker, Forrest Taylor, George "Gabby" Hayes, Yakima Canutt                                                                               | Statele Unite ale Americii                            | Western tradițional                                 |
| Sagebrush Trail                                  | Armand Schaefer                        | John Wayne, Lane Chandler, Yakima Canutt | Statele Unite ale Americii                            | Western tradițional                                 |
| Son of the Border                                | Lloyd Nosler                           | Tom Keene, Julie Haydon, Edgar Kennedy, Lon Chaney Jr. | Statele Unite ale Americii                            | Western tradițional                                 |
| Under the Tonto Rim                              | Henry Hathaway                         | Stuart Erwin, Fred Kohler, Raymond Hatton | Statele Unite ale Americii                            | cattle drive Western                                |
| 1934                                             |                                        | |                                                       |                                                     |
| Belle of the Nineties                            | Leo McCarey                            | Mae West, Roger Pryor, John Mack Brown | Statele Unite ale Americii                            | comedy Western                                      |
| Blue Steel                                       | Robert N. Bradbury                     | John Wayne, Eleanor Hunt, George "Gabby" Hayes | Statele Unite ale Americii                            | Western tradițional                                 |
| Cowboy Holiday                                   | Robert F. Hill                         | Guinn "Big Boy" Williams, Janet Chandler, Julian Rivero | Statele Unite ale Americii                            | Western tradițional                                 |
| The Fighting Trooper                             | Ray Taylor                             | Kermit Maynard, Barbara Worth, LeRoy Mason | Statele Unite ale Americii                            | Northern Western                                    |
| Honor of the Range                               | Alan James                             | Ken Maynard, Cecilia Parker, Fred Kohler | Statele Unite ale Americii                            | Western tradițional                                 |
| The Last Round-Up                                | Henry Hathaway                         | Randolph Scott, Barbara Fritchie | Statele Unite ale Americii                            | Western tradițional                                 |
| The Lawless Frontier                             | Robert N. Bradbury                     | John Wayne, Sheila Terry, Jack Rockwell, George "Gabby" Hayes, Yakima Canutt                                                                                  | Statele Unite ale Americii                            | Western tradițional                                 |
| The Lucky Texan                                  | Robert N. Bradbury                     | John Wayne, Barbara Sheldon, Lloyd Whitlock, George "Gabby" Hayes, Yakima Canutt                                                                              | Statele Unite ale Americii                            | Western tradițional                                 |
| Massacre                                         | Alan Crosland                          | Richard Barthelmess, Ann Dvorak, Dudley Digges, Claire Dodd                                                                                                   | Statele Unite ale Americii                            | Western tradițional                                 |
| Mystery Mountain                                 | Otto Brower, B. Reeves Eason           | Ken Maynard, Verna Hillie, Syd Saylor | Statele Unite ale Americii                            | Western serial                                      |
| The Red Rider                                    | Lew Landers                            | Buck Jones, Grant Withers, Marion Shilling, Walter Miller | Statele Unite ale Americii                            | Western tradițional                                 |
| Ridin' Thru                                      | Harry S. Webb                          | Tom Tyler, Ruth Hiatt, Lafe McKee, Ben Corbett | Statele Unite ale Americii                            | Western tradițional                                 |
| The Star Packer                                  | Robert N. Bradbury                     | John Wayne, George "Gabby" Hayes, Yakima Canutt | Statele Unite ale Americii                            | Western tradițional                                 |
| The Trail Beyond                                 | Robert N. Bradbury                     | John Wayne, Verna Hillie, Noah Beery, Noah Beery Jr. | Statele Unite ale Americii                            | Northern Western                                    |
| Undercover Men                                   | Sam Newfield                           | Charles Starrett, Adrienne Dore, Kenne Duncan | ,                                                     | Northern Western                                    |
| Viva Villa!                                      | Jack Conway                            | Wallace Beery, Leo Carrillo, Fay Wray, Donald Cook | Statele Unite ale Americii                            | Mexico Western                                      |
| When a Man Sees Red                              | Alan James                             | Buck Jones, Peggy Campbell, Dorothy Revier, LeRoy Mason | Statele Unite ale Americii                            | Western tradițional                                 |
| When the Kellys Rode                             | Harry Southwell                        | Hay Simpson, John Appleton | Australia                                             | Australian Western                                  |
| 1935                                             |                                        | |                                                       |                                                     |
| Alias John Law                                   | Robert N. Bradbury                     | Bob Steele, Buck Connors, Earl Dwire | Statele Unite ale Americii                            | Western tradițional                                 |
| Annie Oakley                                     | George Stevens                         | Barbara Stanwyck, Preston Foster, Melvyn Douglas, Moroni Olsen                                                                                                | Statele Unite ale Americii                            | Western tradițional                                 |
| Barbary Coast                                    | Howard Hawks                           | Miriam Hopkins, Edward G. Robinson, Joel McCrea | Statele Unite ale Americii                            |                                                     |
| Border Brigands                                  | Nick Grinde                            | Buck Jones, Lona Andre, Fred Kohler | Statele Unite ale Americii                            | Northern Western                                    |
| Border Vengeance                                 | Ray Heinz                              | Reb Russell, Mary Jane Carey, Kenneth MacDonald | Statele Unite ale Americii                            | Western tradițional                                 |
| Code of the Mounted                              | Sam Newfield                           | Kermit Maynard, Robert Warwick, Jim Thorpe | Statele Unite ale Americii                            | Northern Western                                    |
| The Cowboy and the Bandit                        | Albert Herman                          | Rex Lease, Bobby Nelson, Blanche Mahaffey | Statele Unite ale Americii                            | Western tradițional                                 |
| Coyote Trails                                    | Bernard B. Ray                         | Tom Tyler, Alice Dahl, Ben Corbett, Lafe McKee | Statele Unite ale Americii                            | Western tradițional                                 |
| The Crimson Trail                                | Alfred Raboch                          | Buck Jones, Polly Ann Young, Carl Stockdale, Ward Bond | Statele Unite ale Americii                            | Western tradițional                                 |
| Danger Trails                                    | Robert F. Hill                         | Guinn Williams, John Elliott, Marjorie Gordon | Statele Unite ale Americii                            | Western tradițional                                 |
| The Dawn Rider                                   | Robert N. Bradbury                     | John Wayne, Marion Burns, Dennis Moore, Reed Howes, Yakima Canutt                                                                                             | Statele Unite ale Americii                            | Western tradițional                                 |
| Fighting Shadows                                 | David Selman                           | Tim McCoy, Robert Allen, Geneva Mitchell | Statele Unite ale Americii                            | Northern Western                                    |
| His Fighting Blood                               | John English                           | Kermit Maynard, Polly Ann Young, Paul Fix | Statele Unite ale Americii                            | Northern Western                                    |
| Hopalong Cassidy                                 | Howard Bretherton                      | William Boyd, James Ellison, Paula Stone, George "Gabby" Hayes                                                                                                | Statele Unite ale Americii                            | Western tradițional                                 |
| Lawless Range                                    | Robert N. Bradbury                     | John Wayne, Sheila Bromley, Frank McGlynn, Jr., Jack Curtis                                                                                                   | Statele Unite ale Americii                            | Western tradițional                                 |
| The Miracle Rider                                | B. Reeves Eason, Armand Schaefer       | Tom Mix, Joan Gale, Charles Middleton, Jason Robards Sr. | Statele Unite ale Americii                            | Western tradițional                                 |
| The New Frontier                                 | Carl Pierson                           | John Wayne, Muriel Evans, Warner Richmond | Statele Unite ale Americii                            | Western tradițional                                 |
| Northern Frontier                                | Sam Newfield                           | Kermit Maynard, Eleanor Hunt, Russell Hopton | Statele Unite ale Americii                            | Northern Western                                    |
| Paradise Canyon                                  | Carl L. Pierson                        | John Wayne, Marion Burns, Reed Howes | Statele Unite ale Americii                            | Western tradițional                                 |
| Rainbow Valley                                   | Robert N. Bradbury                     | John Wayne, George "Gabby" Hayes, Lucile Browne, LeRoy Mason                                                                                                  | Statele Unite ale Americii                            | Western tradițional                                 |
| The Red Blood of Courage                         | John English                           | Kermyt Maynard, Ann Sheridan, Reginald Barlow | Statele Unite ale Americii                            | Northern Western                                    |
| Ruggles of Red Gap                               | Leo McCarey                            | Charles Laughton, Mary Boland, Charles Ruggles, ZaSu Pitts | Statele Unite ale Americii                            | comedy Western                                      |
| The Silent Code                                  | Stuart Paton                           | Kane Richmond, Blanche Mehaffey | Statele Unite ale Americii                            | Northern Western                                    |
| Skull and Crown                                  | Elmer Clifton                          | Rin Tin Tin, Jr., Regis Toomey, Jack Mulhall, Molly O'Day | Statele Unite ale Americii                            | traditional canine Western                          |
| Timber Terrors                                   | Robert Emmett Tansey                   | John Preston | Statele Unite ale Americii                            | Northern Western                                    |
| Trails of the Wild                               | Sam Newfield                           | Kermit Maynard, Billie Sweard, Monte Blue | Statele Unite ale Americii                            | Northern Western                                    |
| Westward Ho                                      | Robert N. Bradbury                     | John Wayne, Sheila Bromley, Frank McGlynn Jr. | Statele Unite ale Americii                            | Western tradițional                                 |
| Wilderness Mail                                  | Forrest Sheldon                        | Kermit Maynard, Fred Kohler, Paul Hurst | Statele Unite ale Americii                            | Northern Western                                    |
| 1936                                             |                                        | |                                                       |                                                     |
| Aces and Eights                                  | Sam Newfield                           | Tim McCoy, Luana Walters, Rex Lease | Statele Unite ale Americii                            | Western tradițional                                 |
| Aces Wild                                        | Harry L. Fraser                        | Harry Carey, Sonny the Marvel Horse, Gertrude Messinger | Statele Unite ale Americii                            | Western tradițional                                 |
| Border Caballero                                 | Sam Newfield                           | Tim McCoy, Lois January, Ralph Byrd | Statele Unite ale Americii                            |                                                     |
| Cavalry                                          | Robert N. Bradbury                     | Bob Steele, Frances Grant, Karl Hackett | Statele Unite ale Americii                            | Western tradițional                                 |
| Custer's Last Stand                              | Elmer Clifton                          | Rex Lease, Lona Andre, William Farnum | Statele Unite ale Americii                            | Western tradițional                                 |
| Empty Saddles                                    | Lesley Selander                        | Buck Jones, Louise Brooks, Harvey Clark | Statele Unite ale Americii                            | B Western                                           |
| Ghost Patrol                                     | Sam Newfield                           | Tim McCoy, Claudia Dell, Walter Miller | Statele Unite ale Americii                            | Science-Fiction Western                             |
| Ghost-Town Gold                                  | Joseph Kane                            | Robert Livingstone, Ray "Crash" Corrigan, Max Terhune | Statele Unite ale Americii                            | The Three Mesquiteers serial Western                |
| Hopalong Cassidy Returns                         | Nate Watt                              | William Boyd, George "Gabby" Hayes, Gail Sheridan | Statele Unite ale Americii                            | Western tradițional                                 |
| Der Kaiser von Kalifornien                       | Luis Trenker                           | Luis Trenker, Viktoria von Ballasko, Werner Kunig | Germania Nazistă                                      | California Gold Rush Western                        |
| King of the Pecos                                | Joseph Kane                            | John Wayne, Muriel Evans, Cy Kendall, Yakima Canutt | Statele Unite ale Americii                            | Western tradițional                                 |
| Last of the Warrens                              | Robert N. Bradbury                     | Bob Steele, Margaret Marquis, Charles King | Statele Unite ale Americii                            |                                                     |
| The Lawless Nineties                             | Joseph Kane                            | John Wayne, Ann Rutherford, Harry Woods | Statele Unite ale Americii                            | Western tradițional                                 |
| The Lonely Trail                                 | Joseph Kane                            | John Wayne, Ann Rutherford, Sam Flint, Bob Kortman | Statele Unite ale Americii                            | Western tradițional                                 |
| Man of the Frontier (aka 'Red River Valley')     | B. Reeves Eason                        | Gene Autry, Smiley Burnette, Frances Grant | Statele Unite ale Americii                            | Singing cowboy Western                              |
| Miracle in the Sand                              | Richard Boleslawski                    | Chester Morris, Lewis Stone, Walter Brennan | Statele Unite ale Americii                            | Western tradițional                                 |
| O'Malley of the Mounted                          | David Howard                           | George O'Brien, Irene Ware, Stanley Fields | Statele Unite ale Americii                            | Northern Western                                    |
| Phantom Patrol                                   | Charles Hutchison                      | Kermit Maynard, Joan Barclay, Harry Worth | Statele Unite ale Americii                            | Northern Western                                    |
| The Phantom Rider                                | Ray Taylor                             | Buck Jones, Marla Shelton, Diane Gibson, Harry Woods | Statele Unite ale Americii                            | Western tradițional serial                          |
| The Plainsman                                    | Cecil B. DeMille                       | Gary Cooper, Jean Arthur, James Ellison, Charles Bickford | Statele Unite ale Americii                            | Western tradițional                                 |
| Rangle River                                     | Clarence G. Badger                     | Victor Jory, Robert Coote | Australia                                             | Outback Western                                     |
| Rip Roarin' Buckaroo                             | Robert F. Hill                         | Tom Tyler, Beth Marion, Sammy Cohen | Statele Unite ale Americii                            |                                                     |
| Rhythm on the Range                              | Norman Taurog                          | Bing Crosby, Frances Farmer, Bob Burns, Martha Raye | Statele Unite ale Americii                            | Western tradițional musical                         |
| Roarin' Lead                                     | Sam Newfield, Mack V. Wright           | Robert Livingstone, Ray "Crash" Corrigan, Max Terhune | Statele Unite ale Americii                            | The Three Mesquiteers serial Western                |
| The Texas Rangers                                | King Vidor                             | Fred MacMurray, Jack Oakie, Jean Parker, Lloyd Nolan George "Gabby" Hayes                                                                                     | Statele Unite ale Americii                            | Western tradițional                                 |
| The Three Mesquiteers                            | Ray Taylor                             | Robert Livingstone, Ray "Crash" Corrigan, Syd Saylor | Statele Unite ale Americii                            | The Three Mesquiteers serial Western                |
| Too Much Beef                                    | Robert F. Hill                         | Rex Bell, Constance Bergen, Forrest Taylor | Statele Unite ale Americii                            | Western tradițional                                 |
| Wildcat Trooper                                  | Elmer Clifton                          | Kermit Maynard, Hobart Bosworth, Fuzzy Knight, Lois Wilde, Yakima Canutt                                                                                      | Statele Unite ale Americii                            | Northern Western                                    |
| Winds of the Wasteland                           | Mack V. Wright                         | John Wayne, Phyllis Fraser, Lew Kelly | Statele Unite ale Americii                            | Western tradițional                                 |
| 1937                                             |                                        | |                                                       |                                                     |
| Come on, Cowboys                                 | Joseph Kane                            | Robert Livingston, Ray "Crash" Corrigan, Max Terhune | Statele Unite ale Americii                            | The Three Mesquiteers serial Western                |
| Harlem on the Prairie                            | Sam Newfield                           | Herb Jeffries, Spencer Williams | Statele Unite ale Americii                            | Race Western                                        |
| Heart of the Rockies                             | Joseph Kane                            | Robert Livingston, Ray "Crash" Corrigan, Max Terhune | Statele Unite ale Americii                            | The Three Mesquiteers serial Western                |
| Hit the Saddle                                   | Mack V. Wright                         | Robert Livingston, Ray "Crash" Corrigan, Max Terhune | Statele Unite ale Americii                            | The Three Mesquiteers serial Western                |
| Hittin' the Trail                                | Robert N. Bradbury                     | Tex Ritter, Jerry Bergh, Earl Dwire | Statele Unite ale Americii                            | Singing cowboy Western                              |
| Gunsmoke Ranch                                   | Mack V. Wright                         | Robert Livingston, Ray "Crash" Corrigan, Max Terhune | Statele Unite ale Americii                            | The Three Mesquiteers serial Western                |
| Mystery Range                                    | Robert F. Hill                         | Tom Tyler, Jerry Bergh, Milburn Morante | Statele Unite ale Americii                            | Western tradițional                                 |
| The Painted Stallion                             | Alan James, Ray Taylor, William Witney | Ray Corrigan, Hoot Gibson, LeRoy Mason, Duncan Renaldo | Statele Unite ale Americii                            | Western tradițional serial                          |
| Range Defenders                                  | Mack V. Wright                         | Robert Livingston, Ray "Crash" Corrigan, Max Terhune | Statele Unite ale Americii                            | The Three Mesquiteers serial Western                |
| Riders of the Dawn                               | Robert N. Bradbury                     | Addison Randall, Warner Richmond, George Cooper, Peggy Keys                                                                                                   | Statele Unite ale Americii                            | Western tradițional                                 |
| Riders of the Whistling Skull                    | Mack V. Wright                         | Robert Livingston, Ray "Crash" Corrigan, Max Terhune | Statele Unite ale Americii                            | The Three Mesquiteers serial Western/Horror Western |
| The Silver Trail                                 | Bernard B. Ray                         | Rex Lease, Mary Russell, Ed Cassidy | Statele Unite ale Americii                            |                                                     |
| Sing, Cowboy, Sing                               | Robert N. Bradbury                     | Tex Ritter, Louise Stanley, Karl Hackett | Statele Unite ale Americii                            | Singing cowboy Western                              |
| The Trigger Trio                                 | William Witney                         | Ray "Crash" Corrigan, Max Terhune, Ralph Byrd | Statele Unite ale Americii                            | The Three Mesquiteers serial Western                |
| Way Out West                                     | James W. Horne                         | Stan Laurel, Oliver Hardy, James Finlayson, Rosina Lawrence                                                                                                   | Statele Unite ale Americii                            | comedy Western                                      |
| Wild and Woolly                                  | Alfred R. Werker                       | Jane Withers, Walter Brennan, Pauline Moore | Statele Unite ale Americii                            | comedy Western                                      |
| Wild Horse Rodeo                                 | George Sherman                         | Robert Livingston, Ray "Crash" Corrigan, Max Terhune | Statele Unite ale Americii                            | The Three Mesquiteers serial Western                |
| Zorro Rides Again                                | William Witney, John English           | John Carroll, Duncan Renaldo, Noah Beery, Sr., Edmund Cobb | Statele Unite ale Americii                            | epic Western                                        |
| 1938                                             |                                        | |                                                       |                                                     |
| Billy the Kid Returns                            | Joseph Kane                            | Roy Rogers, Smiley Burnette, Lynne Roberts, Morgan Wallace | Statele Unite ale Americii                            | Singing cowboy Western                              |
| Call the Mesquiteers                             | John English                           | Robert Livingston, Ray "Crash" Corrigan, Max Terhune | Statele Unite ale Americii                            | The Three Mesquiteers serial Western                |
| Cassidy of Bar 20                                | Lesley Selander                        | William Boyd, Russell Hayden, Frank Darien | Statele Unite ale Americii                            | Hopalong Cassidy serial Western                     |
| Cattle Raiders                                   | Sam Nelson                             | Charles Starrett, Donald Grayson, Iris Meredith | Statele Unite ale Americii                            | Western tradițional                                 |
| Come on Rangers                                  | Joseph Kane                            | Roy Rogers, Lynne Roberts, Raymond Hatton | Statele Unite ale Americii                            | Singing cowboy Western                              |
| Cowboy from Brooklyn                             | Lloyd Bacon                            | Pat O'Brien, Dick Powell, Priscilla Lane, Ann Sheridan | Statele Unite ale Americii                            | musical comedy Western                              |
| The Feud Maker                                   | Sam Newfield                           | Bob Steele, Marion Weldon, Karl Hackett | Statele Unite ale Americii                            | Western tradițional                                 |
| Heart of the North                               | Lewis Seiler                           | Dick Foran, Gloria Dickson, Gale Page | Statele Unite ale Americii                            | Northern Western                                    |
| Heroes of the Hills                              | George Sherman                         | Robert Livingston, Ray "Crash" Corrigan, Max Terhune | Statele Unite ale Americii                            | The Three Mesquiteers serial Western                |
| Lightning Carson Rides Again                     | Sam Newfield                           | Tim McCoy, Joan Barclay, Ted Adams | Statele Unite ale Americii                            | Western tradițional                                 |
| Man from Music Mountain                          | Joseph Kane                            | Gene Autry, Smiley Burnette, Sally Payne | Statele Unite ale Americii                            | Singing cowboy Western                              |
| The Mexicali Kid                                 | Wallace Fox                            | Addison Randall, Wesley Barry, Eleanor Stewart | Statele Unite ale Americii                            | Western tradițional                                 |
| The Mysterious Rider (aka 'Mark of the Avenger') | Lesley Selander                        | Douglass Dumbrille, Sidney Toler, Russell Hayden | Statele Unite ale Americii                            | Western tradițional                                 |
| Outlaws of Sonora                                | George Sherman                         | Robert Livingston, Ray "Crash" Corrigan, Max Terhune | Statele Unite ale Americii                            | The Three Mesquiteers serial Western                |
| Overland Stage Raiders                           | George Sherman                         | John Wayne, Ray "Crash" Corrigan, Max Terhune, Louise Brooks                                                                                                  | Statele Unite ale Americii                            | The Three Mesquiteers serial Western                |
| Pals of the Saddle                               | George Sherman                         | John Wayne, Ray "Crash" Corrigan, Max Terhune | Statele Unite ale Americii                            | The Three Mesquiteers serial Western                |
| The Purple Vigilantes                            | George Sherman                         | Robert Livingston, Ray "Crash" Corrigan, Max Terhune | Statele Unite ale Americii                            | The Three Mesquiteers serial Western                |
| Rawhide                                          | Ray Taylor                             | Smith Ballew, Lou Gehrig, Evalyn Knapp | Statele Unite ale Americii                            | Western tradițional                                 |
| Red River Range                                  | George Sherman                         | John Wayne, Max Terhune, Jane Mason | Statele Unite ale Americii                            | The Three Mesquiteers serial Western                |
| Riders of the Black Hills                        | George Sherman                         | Robert Livingston, Ray "Crash" Corrigan, Max Terhune | Statele Unite ale Americii                            | The Three Mesquiteers serial Western                |
| Rollin' Plains                                   | Albert Herman                          | Tex Ritter, White Flash, Horace Murphy, The Beverly Hillbillies                                                                                               | Statele Unite ale Americii                            | Singing cowboy Western                              |
| Santa Fe Stampede                                | George Sherman                         | John Wayne, Ray "Crash" Corrigan, Max Terhune | Statele Unite ale Americii                            | The Three Mesquiteers serial Western                |
| Six-Gun Trail                                    | Sam Newfield                           | Tim McCoy, Nora Lane, Ben Corbett | Statele Unite ale Americii                            | Western tradițional                                 |
| The Terror of Tiny Town                          | Sam Newfield                           | Billy Curtis, Yvonne Moray, "Little Billy" Rhodes | Statele Unite ale Americii                            | exploitation Western                                |
| The Texans                                       | James P. Hogan                         | Joan Bennett, Randolph Scott, May Robson, Walter Brennan | Statele Unite ale Americii                            | Western tradițional                                 |
| The Utah Trail                                   | Albert Herman                          | Tex Ritter, Horace Murphy | Statele Unite ale Americii                            | Singing cowboy Western                              |
| Whirlwind Horseman                               | Robert F. Hill                         | Ken Maynard, Joan Barclay, Billy Griffith | Statele Unite ale Americii                            | Western tradițional                                 |
| 1939                                             |                                        | |                                                       |                                                     |
| Across the Plains                                | Spencer Gordon Bennet                  | Addison Randall, Frank Yaconelli, Joyce Bryant | Statele Unite ale Americii                            | B Western                                           |
| Allegheny Uprising                               | William A. Seiter                      | Claire Trevor, John Wayne | Statele Unite ale Americii                            | Colonial American frontier                          |
| Blue Montana Skies                               | B. Reeves Eason                        | Gene Autry, Smiley Burnette, June Storey | Statele Unite ale Americii                            | Northern Western                                    |
| Code of the Cactus                               | Sam Newfield                           | Tim McCoy, Ben Corbett, Dorothy Short | Statele Unite ale Americii                            | B Western                                           |
| Cowboys from Texas                               | George Sherman                         | Robert Livingston, Duncan Renaldo, Raymond Hatton | Statele Unite ale Americii                            | The Three Mesquiteers serial Western                |
| Death Rides the Range                            | Sam Newfield                           | Ken Maynard, Fay McKenzie | Statele Unite ale Americii                            | B Western                                           |
| Destry Rides Again                               | George Marshall                        | Marlene Dietrich, James Stewart, Mischa Auer, Charles Winniger, Brian Donlevy                                                                                 | Statele Unite ale Americii                            | Western tradițional                                 |
| Diligența (Stagecoach)                           | John Ford                              | Claire Trevor, John Wayne, Andy Devine, John Carradine, Thomas Mitchell, Louise Platt, George Bancroft, Donald Meek, Berton Churchill                         | Statele Unite ale Americii                            | Western tradițional                                 |
| Dodge City                                       | Michael Curtiz                         | Errol Flynn, Olivia de Havilland, Ann Sheridan, Bruce Cabot                                                                                                   | Statele Unite ale Americii                            | Western tradițional                                 |
| Drums Along the Mohawk                           | John Ford                              | Claudette Colbert, Henry Fonda, Edna May Oliver, Eddie Collins, John Carradine                                                                                | Statele Unite ale Americii                            | Colonial American frontier                          |
| Frontier Marshal                                 | Allan Dwan                             | Randolph Scott, Nancy Kelly, Caesar Romero, John Carradine | Statele Unite ale Americii                            | Western tradițional                                 |
| The Frozen Limits                                | Marcel Varner                          | Jimmy Nervo, Bud Flanagan, Teddy Knox | Regatul Unit al Marii Britanii și al Irlandei de Nord | comedy Northern Western                             |
| Geronimo                                         | Paul Sloane                            | Preston Foster, Ellen Drew, Andy Devine, Gene Lockhart | Statele Unite ale Americii                            | Western tradițional                                 |
| Jesse James                                      | Henry King                             | Tyrone Power, Henry Fonda, Nancy Kelly, Randolph Scott, Henry Hull, Brian Donlevy, John Carradine, Donald Meek                                                | Statele Unite ale Americii                            | Western tradițional                                 |
| The Kansas Terrors                               | George Sherman                         | Robert Livingston, Duncan Renaldo, Raymond Hatton | Statele Unite ale Americii                            | The Three Mesquiteers serial Western                |
| The Llano Kid                                    | Edward Venturini                       | Tito Guízar, Gale Sondergaard, Alan Mowbray, Jan Clayton | Statele Unite ale Americii                            | outlaw Western                                      |
| New Frontier                                     | George Sherman                         | John Wayne, Ray "Crash" Corrigan, Raymond Hatton | Statele Unite ale Americii                            | The Three Mesquiteers serial Western                |
| The Night Riders                                 | George Sherman                         | John Wayne, Ray "Crash" Corrigan, Max Terhune, Doreen McKay                                                                                                   | Statele Unite ale Americii                            | The Three Mesquiteers serial Western                |
| North of the Yukon                               | Sam Nelson                             | Charles Starrett, Dorothy Comingore, Bob Nolan | Statele Unite ale Americii                            | Northern Western                                    |
| The Oklahoma Kid                                 | Lloyd Bacon                            | James Cagney, Humphrey Bogart, Donald Crisp | Statele Unite ale Americii                            | Western tradițional                                 |
| Outpost of the Mounties                          | Charles C. Coleman                     | Charles Starrett, Iris Meredith, Stanley Brown | Statele Unite ale Americii                            | musical Northern Western                            |
| Rough Riders' Round-up                           | Joseph Kane                            | Roy Rogers, Lynne Roberts, Raymond Hatton | Statele Unite ale Americii                            | Singing cowboy Western                              |
| Six-Gun Rhythm                                   | Sam Newfield                           | Tex Fletcher, Joan Barclay, Ralph Peters, Reed Howes | Statele Unite ale Americii                            | Singing cowboy Western                              |
| Three Texas Steers                               | George Sherman                         | John Wayne, Ray "Crash" Corrigan, Max Terhune | Statele Unite ale Americii                            | The Three Mesquiteers serial Western                |
| Union Pacific                                    | Cecil B. DeMille                       | Barbara Stanwyck, Joel McCrea, Akim Tamiroff, Robert Preston, Lynne Overman, Brian Donlevy, Anthony Quinn                                                     | Statele Unite ale Americii                            | Western tradițional                                 |
| Water for Canitoga                               | Herbert Selpin                         | Hans Albers, Charlotte Susa, Josef Sieber | Germania Nazistă                                      | Northern Western                                    |
| Wyoming Outlaw                                   | George Sherman                         | John Wayne, Ray "Crash" Corrigan, Raymond Hatton | Statele Unite ale Americii                            | The Three Mesquiteers serial Western                |
| Zorro's Fighting Legion                          | William Witney, John English           | Reed Hadley, Sheila Darcy, Edmund Cobb, Carleton Young | Statele Unite ale Americii                            | epic Western                                        |

- Listă de filme străine până în 1989